# Góry Betyckie

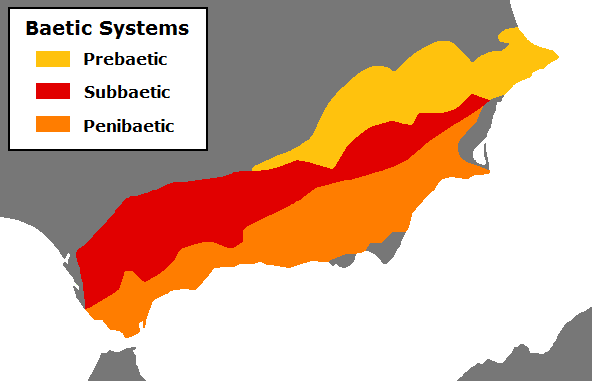
Góry Betyckie

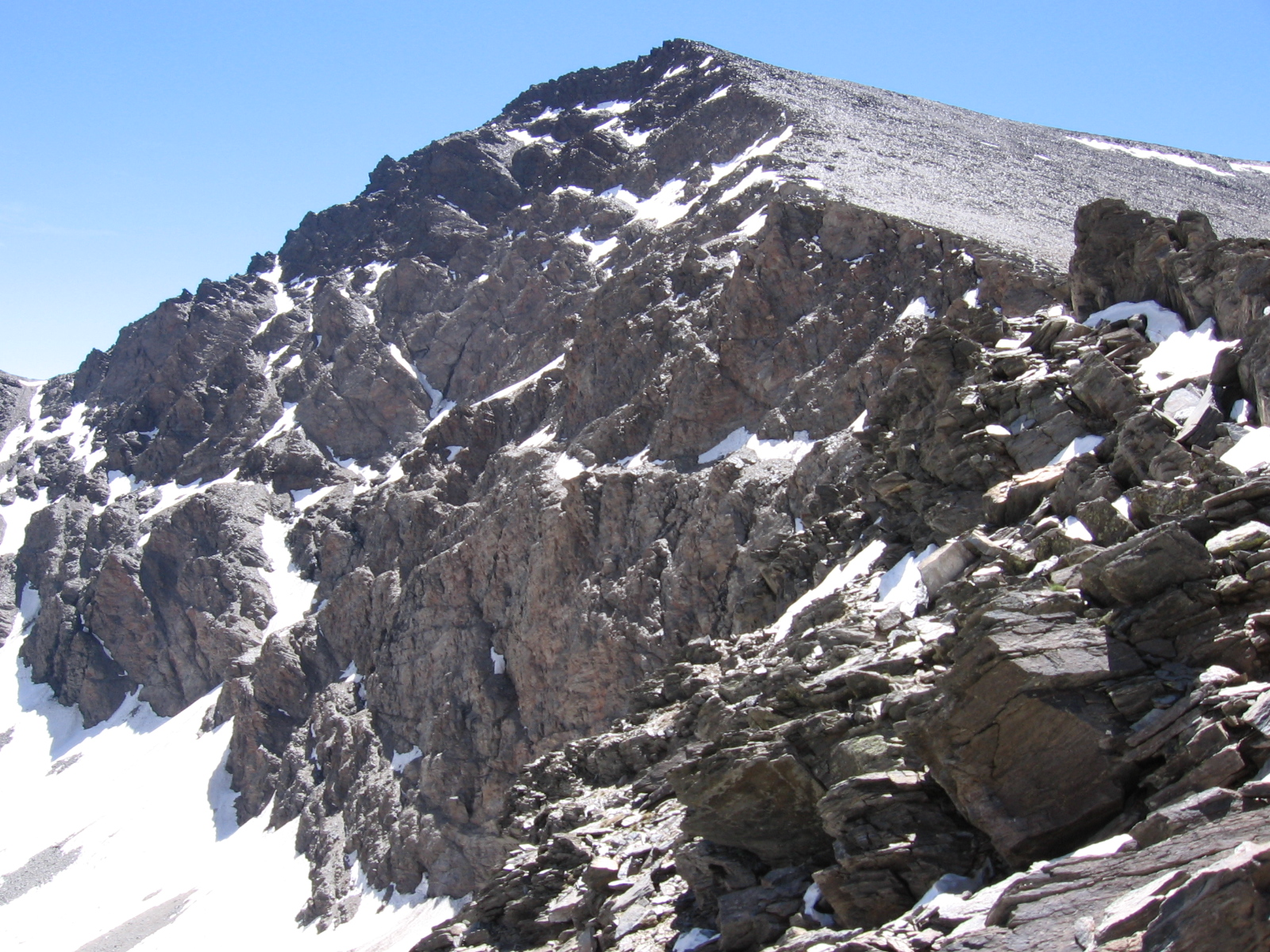
Mulhacén

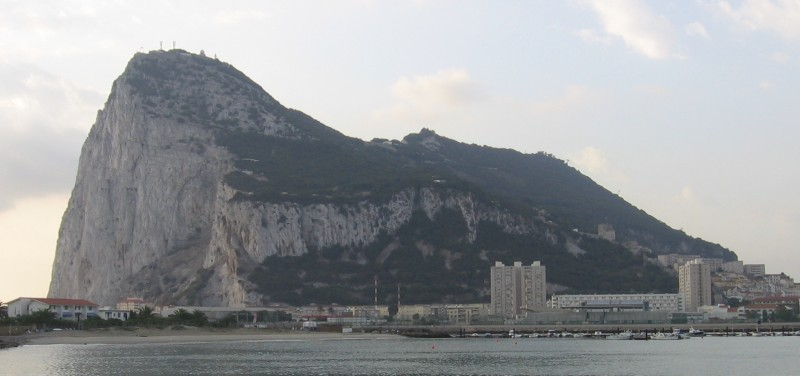
Skała Gibraltarska

Góry Betyckie (Cordilleras Béticas albo Sistemas Béticos) – należący do Alpidów Zachodnich łańcuch górski w południowo-wschodniej części Półwyspu Iberyjskiego, w Hiszpanii, drugi po Alpach pod względem wysokości w Europie. Ciągnie się wzdłuż wybrzeża Morza Śródziemnego, od Gibraltaru do przylądka Nao (przedłużeniem tektonicznym Gór Betyckich są Baleary, a także na afrykańskim brzegu — Góry Rif). Łańcuch ma długość 600 km, szerokość 100–160 km.
Osiową strefę (pd.) stanowi krystaliczny masyw Sierra Nevada, ze szczytem Mulhacén, 3479 m n.p.m. (najwyższym na Półwyspie Iberyjskim i w europejskiej części Hiszpanii). Strefa zewnętrzna (pn.) jest zbudowana ze skał osadowych (mezozoiczne wapienie, margle, piaskowce i dolomity). Strefy te są rozdzielone pasem obniżeń wypełnionych osadami trzeciorzędu i czwartorzędu i silnie rozczłonkowane przez podłużne i poprzeczne uskoki oraz pęknięcia. Przeważające wysokości mieszczą się w granicach 1500–2000 m n.p.m. Są to góry o stromych stokach.
Do wysokości 600 m góry porastają wiecznie zielone, twardolistne lasy dębowe z wtórnymi zaroślami typu makii. Do ok. 1500 m rosną lasy dębowe, ponad nimi piętro lasów iglastych (bardzo silnie wytrzebione). Obszary powyżej 2100 m porasta roślinność wysokogórska z dużym udziałem kolczastych krzewinek poduszkowatych. Granica wiecznego śniegu znajduje się na wysokości 2500 m.
Na terenie Gór Betyckich wydobywane są rudy żelaza i polimetaliczne. W kotlinach uprawiane są zboża, winorośl, oliwki, drzewa cytrusowe. Góry te stanowią ważny region turystyczny (gł. m. Grenada).

## Podział
- Serranía de Ronda
- Sierra Nevada
- Sierra de los Filabres
- Sierra de Alhamilla
- Sierra Cabrera
- Sierra Almagrera
- Sierra Almagro
- Sierra Almen
- Skała Gibraltarska

## Literatura
- Włodzimierz Mizerski, Geologia regionalna kontynentów, Warszawa 2004, ISBN 83-01-14339-8